# Coppa del mondo di ciclismo su strada 1995
La Coppa del mondo di ciclismo su strada 1995 fu la settima edizione della competizione internazionale della Unione Ciclistica Internazionale. Composta da undici eventi, si tenne tra il 18 marzo ed il 21 ottobre 1995. Venne vinta dal belga della Mapei-GB Johan Museeuw.
A differenza dell'edizione 1994, venne inserito il Gran Premio di Francoforte.

## Calendario
| Data       | Evento                             | Vincitore           | Squadra                 | Leader della Cl. mondiale |
| ---------- | ---------------------------------- | ------------------- | ----------------------- | ------------------------- |
| 18 marzo   | Milano-Sanremo (1995)              | Laurent Jalabert    | ONCE                    | Laurent Jalabert          |
| 2 aprile   | Giro delle Fiandre (1995)          | Johan Museeuw       | Mapei-GB                | Johan Museeuw             |
| 9 aprile   | Paris-Roubaix (1995)               | Franco Ballerini    | Mapei-GB                | Johan Museeuw             |
| 16 aprile  | Liegi-Bastogne-Liegi (1995)        | Mauro Gianetti      | Team Polti              | Johan Museeuw             |
| 22 aprile  | Amstel Gold Race (1995)            | Mauro Gianetti      | Team Polti              | Johan Museeuw             |
| 1º maggio  | Rund um den Henninger-Turm (1995)  | Francesco Frattini  | Gewiss-Ballan           | Johan Museeuw             |
| 6 agosto   | Leeds International Classic (1995) | Maximilian Sciandri | MG Maglificio-Technogym | Johan Museeuw             |
| 12 agosto  | Classica di San Sebastián (1995)   | Lance Armstrong     | Motorola                | Johan Museeuw             |
| 20 agosto  | Gran Premio di Svizzera (1995)     | Johan Museeuw       | Mapei-GB                | Johan Museeuw             |
| 15 ottobre | Paris-Tours (1995)                 | Nicola Minali       | Gewiss-Ballan           | Johan Museeuw             |
| 21 ottobre | Giro di Lombardia (1995)           | Gianni Faresin      | Lampre-Ceramica Panaria | Johan Museeuw             |

## Classifiche
| Pos. | Corridore           | Squadra        | Punti |
| ---- | ------------------- | -------------- | ----- |
| 1    | Johan Museeuw       | Mapei-GB       | 199   |
| 2    | Andrej Čmil         | Lotto-Isoglass | 125   |
| 3    | Mauro Gianetti      | Team Polti     | 106   |
| 4    | Michele Bartoli     | Mercatone Uno  | 100   |
| 5    | Fabio Baldato       | MG Maglificio  | 91    |
| 6    | Gianni Bugno        | MG Maglificio  | 88    |
| 7    | Maurizio Fondriest  | Lampre         | 87    |
| 8    | Maximilian Sciandri | MG Maglificio  | 79    |
| 9    | Lance Armstrong     | Motorola       | 74    |
| 10   | Stefano Zanini      | Gewiss         | 65    |

| Pos. | Squadra                 | Punti |
| ---- | ----------------------- | ----- |
| 1    | Mapei-GB                | 98    |
| 2    | MG Maglificio-Technogym | 97    |
| 3    | Gewiss-Ballan           | 50    |
| 4    | TVM                     | 46    |
| 5    | Carrera                 | 41    |